# Loopback
Loopback, або «внутрішня петля», відноситься до маршрутизації електронних сигналів, цифрових потоків даних або інших рухомих сутностей назад до джерела без спеціального оброблення чи модифікування. Це в першу чергу засіб тестування передавання чи транспортної інфраструктури. Основна задача loopback полягає в тому, щоб дозволити пристрою надсилати пакет даних самому собі, щоб перевірити, чи мережевий стек пристрою функціонує правильно. 
Існує багато прикладних застосувань. Це може бути канал зв'язку лише з однієї комунікаційної кінцевої точки. Будь-яке повідомлення, передане по такому каналу, відразу отримує лише той самий канал. У телекомунікаціях, пристрої «внутрішньої петлі» виконують передавальні тести ліній доступу з комутаційного центру, що, як правило, не потребує підтримки персоналу з боку обслуговуваного терміналу. На основі петлі існує метод тестування між станціями, не обов'язково сусідніми, де дві лінії використовуються, — тест проводять на одній станції, а дві лінії з'єднані між собою на дальній станції. Патч-корд може також виконувати функції «внутрішньої петлі».
У системі (як-от модем), яка вмикає двоспрямоване аналогово-цифрове перетворення, розрізняють аналогову «внутрішню петлю», де аналоговий сигнал повертається назад безпосередньо, та цифрову «внутрішню петлю», де сигнал обробляється в цифровій формі перш, ніж повторно перетворюється на аналоговий сигнал і повертається до джерела.

## Адреса Loopback
Для IPv4 інтерфейсу loopback призначаються всі IP-адреси в блоці адрес 127.0.0.0/8. Тобто, адреси з 127.0.0.1 по 127.255.255.254 представляють ваш комп'ютер. Однак для більшості цілей необхідно використовувати лише одну IP-адресу, а саме 127.0.0.1. До цієї IP-адреси прив'язано ім'я хоста localhost.